# Matt Steigenga
Matthew Todd Steigenga, detto Matt (Grand Rapids, 27 marzo 1970), è un ex cestista statunitense, professionista nella NBA, in Spagna e in Giappone.

## Carriera
È stato selezionato dai Chicago Bulls al secondo giro del Draft NBA 1992 (52ª scelta assoluta).
Con gli Stati Uniti ha disputato i Giochi panamericani di Winnipeg 1999.

## Statistiche

### College
| Anno      | Squadra      | PG  | PT | MP   | TC%  | 3P%  | TL%  | RP  | AP  | PRP | SP  | PP   |
| --------- | ------------ | --- | -- | ---- | ---- | ---- | ---- | --- | --- | --- | --- | ---- |
| 1988-1989 | MSU Spartans | 33  | -  | 26,2 | 55,8 | -    | 74,0 | 4,5 | 1,4 | 0,9 | 0,4 | 8,7  |
| 1989-1990 | MSU Spartans | 34  | 33 | 25,9 | 58,7 | 55,6 | 77,9 | 3,5 | 1,9 | 0,6 | 0,9 | 10,4 |
| 1990-1991 | MSU Spartans | 30  | 30 | 30,4 | 52,5 | 50,0 | 70,0 | 4,9 | 2,1 | 0,4 | 1,1 | 12,6 |
| 1991-1992 | MSU Spartans | 27  | 27 | 25,0 | 48,8 | 32,6 | 67,9 | 4,5 | 2,0 | 0,8 | 0,9 | 10,2 |
| Carriera  | Carriera     | 124 | 90 | 26,9 | 54,0 | 41,0 | 72,5 | 4,3 | 1,8 | 0,7 | 0,8 | 10,5 |

### NBA

#### Regular Season
| Anno       | Squadra       | PG | PT | MP  | TC%  | 3P% | TL%  | RP  | AP  | PRP | SP  | PP  |
| ---------- | ------------- | -- | -- | --- | ---- | --- | ---- | --- | --- | --- | --- | --- |
| 1996-1997† | Chicago Bulls | 2  | 0  | 6,0 | 25,0 | 0,0 | 50,0 | 1,5 | 1,0 | 0,5 | 0,5 | 1,5 |
| Carriera   | Carriera      | 2  | 0  | 6,0 | 25,0 | 0,0 | 50,0 | 1,5 | 1,0 | 0,5 | 0,5 | 1,5 |

## Palmarès
- McDonald's All-American Game (1988)
- Campione CBA (1998)
- Campionato NBA: 1

Chicago Bulls: 1996-1997